# Stojice
Stojice (německy Stojitz) jsou obec v okrese Pardubice v Pardubickém kraji. Leží jihozápadně od Pardubic. Žije zde 212 obyvatel.

## Charakteristika
Obec se nachází 3,6 kilometru západně od Heřmanova Městce, tři kilometry jihozápadně od zámku Choltice a deset kilometrů jihovýchodně od Přelouče. Obcí prochází silnice z Heřmanova Městce do Čáslavi. Zástavba se rozkládá převážně podél rozlehlé, nepravidelné, částečně zastavěné návsi a přilehlých cest. Na jižním konci návsi se uprostřed hřbitova nachází pozdně gotický kostel, dále k jihu pak původní vila šlechtického rodu Thun-Hohenstein (z 19. století) v sousedství se Stojickým rybníkem (hlavní budova později využívána jako škola, MNV, obřadní síň i kanceláře JZD) a dále potokem Struha, který se při povodních v roce 2020 vylil ze svého koryta a zatopil celou náves i s přilehlými domy. V současnosti je zde evidováno 114 domů.

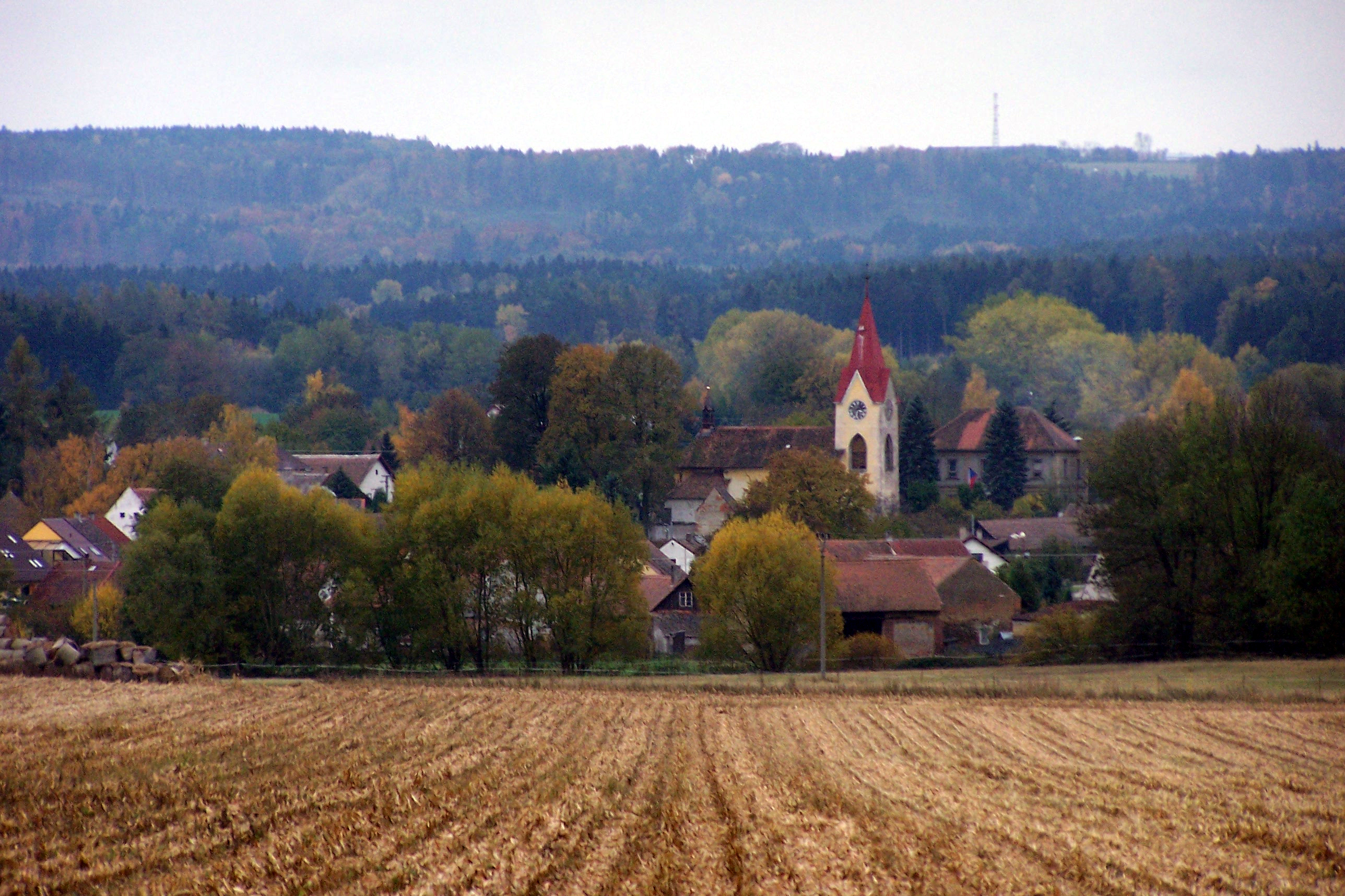
Celkový pohled na centrum obce

## Název
Název je odvozen z osobního jména Stojata.

## Historie
První písemná zmínka pochází z roku 1349.

## Obyvatelstvo
| Rok            | 1869 | 1880 | 1890 | 1900 | 1910 | 1921 | 1930 | 1950 | 1961 | 1970 | 1980 | 1991 | 2001 | 2011 | 2021 |
| -------------- | ---- | ---- | ---- | ---- | ---- | ---- | ---- | ---- | ---- | ---- | ---- | ---- | ---- | ---- | ---- |
| Počet obyvatel | 462  | 526  | 521  | 534  | 548  | 520  | 457  | 361  | 344  | 281  | 249  | 227  | 235  | 214  | 216  |
| Počet domů     | 65   | 68   | 68   | 70   | 76   | 78   | 92   | 98   | 93   | 89   | 85   | 102  | 106  | 109  | 116  |

## Obecní správa

### Obecní symboly
Znak a vlajka byly obci uděleny rozhodnutím předsedy Poslanecké sněmovny Parlamentu České republiky dne 20. ledna 2005.

## Pamětihodnosti
Z počátku 16. století pochází pozdně gotický kostel Všech svatých, který byl částečně přestavěn v roce 1707. Orientovaný kostel má pětiboký klenutý presbytář, na západě věž s hlavním vstupem. Z druhé poloviny 19. století pak pochází secesní budova vily šlechtického rodu Thun-Hohenstein.